# Quercus boyntonii
Quercus boyntonii — вид рослин з родини букових (Fagaceae); ендемік Алабами, США. Видовим епітетом вшановано американського ботаніка Френка Еліса Бойнтона (англ. Frank Ellis Boynton).

## Опис
Це кущ, а рідше невелике дерево висотою до шести метрів, кореневищний, листопадний або майже вічнозелений. Кора коричнева, луската. Гілочки світло-коричневі, густо-запушені. Листки обернено-яйцеподібні до ланцетоподібні, 5–10 × 2–6 см; основа клиноподібна; верхівка округла; край вигнутий, з 3(5) неглибокими частками біля верхівки; верх темно-зелений; низ сріблястий або жовтувато-сіро-запушений; ніжка листка злегка запушена, завдовжки 5–10 мм. Цвіте навесні. Жолудів 1–2, на ніжці 2–10(35) мм; горіх світло-коричневий, яйцеподібний, 10–17 × 7–13 мм, верхівка округла, голий; чашечка глибоко або неглибоко чашкоподібна, глибиною 5–10 мм і 10–13 мм завширшки, укриває 1/3–1/2 горіха, зі щільно притиснутими сірими запушеними лусочками.

## Середовище проживання
Ендемік Алабами, США; вимер у Техасі.
Населяє глибокі піски та щілини в соснових лісах, росте уздовж струмків; на висотах 0–200 м.

## Загрози й охорона
Найпоширенішою загрозою є містобудування й пов'язані речі: використання квадроциклів, утилізація сміття, вирубка дров. Є два випадки, коли Q. boyntonii трапляється на природоохоронних землях. Однак немає жодної документації щодо того, як саме управляється охорона.